# John Tui

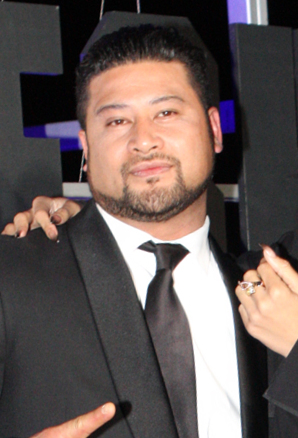
John Tui (2012)

John Tui (* 11. Juni 1975 in Auckland) ist ein neuseeländischer Schauspieler.

## Karriere
Erstmals war er 2005 in einer Episode der Fernsehserie Mataku zu sehen. Im selben Jahr verkörperte er Commander Anubis „Doggie“ Cruger in der bekannten Fernsehserie Power Rangers S.P.D. Es folgte eine Besetzung im 2006 erschienenen Film Sione’s Wedding und ein Auftritt in einer Episode der Serie Outrageous Fortune. 2006 folgte eine Rückkehr zu den Power Rangers in Power Rangers Mystic Force als Daggeron. Von 2009 bis 2012 war er als Timbo in der TV-Serie Go Girls zu sehen. 2010 war er in insgesamt zehn Folgen der Soap Shortland Street als Colin Dollar Lewis zu sehen. Es folgte im selben Jahr sechs Auftritte in der Serie This Is Not My Life und 2011 eine Besetzung im Film Billy. 2012 wirkte er neben Sängerin Rihanna im Science-Fiction-Film Battleship mit. Es folgten Engagements in den TV-Serien Nothing Trivial und Power Rangers Samurai. 2014 spielte er den Orkanführer Bolg in Der Hobbit: Die Schlacht der Fünf Heere, der zuvor von Conan Stevens (Der Hobbit: Eine unerwartete Reise) und Lawrence Makoare (Der Hobbit: Smaugs Einöde) verkörpert wurde.
Tui ist seit dem 28. Januar 2002 verheiratet. Das Paar hat vier Kinder.

## Filmografie
- 2005: Mataku
- 2005: Power Rangers S.P.D.
- 2006: Sione’s Wedding
- 2006: Outrageous Fortune (Fernsehserie)
- 2006: Power Rangers Mystic Force
- 2009–2012: Go Girls
- 2010: Shortland Street
- 2010: This Is Not My Life
- 2011: Billy
- 2012: Battleship
- 2012: Nothing Trivial
- 2012: Power Rangers Samurai
- 2014: Der Hobbit: Die Schlacht der Fünf Heere (The Hobbit: The Battle of the Five Armies)
- 2018: Solo: A Star Wars Story
- 2019: Fast & Furious: Hobbs & Shaw (Fast & Furious Presents: Hobbs & Shaw)